# Fran Drescher
Francine Joy Drescher, dite Fran Drescher, est une actrice et productrice américaine née le 30 septembre 1957 à New York, aux États-Unis.
L'actrice accède à une importante notoriété internationale grâce au rôle de Fran Fine dans la série Une nounou d'enfer (1993-1999).
Elle revient ensuite sur le devant de la scène en interprétant les rôles principaux dans les séries Du côté de chez Fran (2005-2006), Happily Divorced (2011-2013) et Indebted (2020) mais sans succès.
En 2020, elle obtient un rôle dans le film salué par la critique Un Noël d'enfer.

## Biographie

### Naissance et jeunesse
Née à Flushing, dans le Queens en 1957, Fran Drescher est la fille cadette de Sylvia Drescher (née le 9 avril 1934), organisatrice de mariage d'ascendance juive ashkénaze de Roumanie, et de Morty Drescher (né le 29 octobre 1929 et décédé le 20 mars 2024), ingénieur naval d'ascendance juive ashkénaze de Pologne. Elle passe une enfance et une adolescence paisible à New York aux côtés de sa sœur Nadine Iris Drescher (née le 12 septembre 1956). En 1973, du haut de ses 16 ans, elle est élue "Miss New York Teenager". Elle suit ses études secondaires au lycée de Jamaica Hills (Queens), Hillcrest High School, où elle rencontre Peter Marc Jacobson à l'âge de 15 ans - qui deviendra plus tard son mari.
En 1975, Fran Drescher et Peter Marc Jacobson ressortent diplômés du lycée et entament des études supérieures à l'université Queens College. Cependant, ils arrêtent leurs études un an plus tard, et s'inscrivent dans une école d'esthétique et cosmétique. Fran Drescher ouvre par la suite un salon de coiffure à New York et, en même temps, elle se rend régulièrement à des auditions avec Peter Marc Jacobson, mais sans trop de succès.

### Carrière
En 1977, elle obtient un petit rôle dans La Fièvre du samedi soir (Saturday Night Fever) aux côtés de John Travolta ; c’est elle qui demande « Êtes-vous aussi bon au lit que sur une piste de danse? » (« Are you as good in bed as you are on the dance floor? »).
En 1978, on lui offre son premier grand rôle dans le film American Hot Wax avec Jay Leno. Voyant sa carrière démarrer, elle décide avec son petit ami de s'installer à Los Angeles.
En 1984, elle tourne alors dans plusieurs téléfilms tels que L'Été de la peur sous la direction de Wes Craven ou encore dans le film Spinal Tap.
En 1986, elle obtient le rôle principal de la série Charmed Lives, un spin-off de Madame est servie. La série suit Joyce et Lauren, une actrice en herbe et une photographe qui partagent un appartement à San Francisco. Malheureusement, la série est annulée après la diffusion de trois épisodes.
En 1991, elle obtient un des trois rôles principaux de la série Princesses diffusée aux États-Unis sur CBS. La série suit trois colocataires féminines vivant dans un appartement à New York. Fran joue Melissa Kirshner, la meilleure amie de longue date de Tracy, une Juive avec un franc-parler qui a vendu des cosmétiques dans un grand magasin. Malheureusement, la série est annulée après la diffusion de cinq épisodes.
En 1993, Fran Drescher connaît le succès en créant la série Une nounou d'enfer, et le personnage de Fran Fine, une célibataire excentrique, sa mère juive adepte du chantage affectif "obsédée' par la nourriture et la vie amoureuse de sa fille, qui trouve un emploi de gouvernante dans la famille d'un producteur de théâtre. La série sera vendue dans des dizaines de pays et durera six saisons, jusqu'en 1999. À l'origine, Fran rencontre un producteur de la chaîne CBS dans un avion, et c'est quasiment en le harcelant qu'elle réussit à lui parler de son projet. La star de la série connait un véritable succès.
En 1995, sort son autobiographie Enter Whining qui remporte un franc succès.
Nommée pour un Golden Globe Award, un American Comedy Award et pour les Emmy Awards pour sa représentation de Miss Fine dans Une nounou d'enfer.
En 1996, elle est élue l’une des cinquante plus belles personnes du monde par People magazine.
En 2004, toute l'équipe de la série Une nounou d'enfer se retrouve pour une réunion nommée : The Nanny Reunion: A Nosh to Remember. Les acteurs y revoient des images de la série pendant un repas chez Fran Drescher, dans sa maison à Malibu. Tous les acteurs sont présents hormis Daniel Davis. Le Nanny Reunion : A Nosh to Remember est suivi par près de 3,6 millions de téléspectateurs lors de sa diffusion sur Lifetime.
En 2005, elle devient l’héroïne d'une nouvelle série : Du côté de chez Fran. Elle y joue Fran Reeves, une divorcée mère de deux enfants, ayant un petit-ami beaucoup plus jeune qu'elle, ce que désapprouve son fils. La série est néanmoins arrêtée après deux saisons.
Entre 2011 et 2013, Fran Drescher est l'actrice principale de la série Happily Divorced sur TV Land. La série est inspirée de sa vie privée avec son ex-mari, Peter Marc Jacobson, qui après plusieurs années de mariage découvre son homosexualité. Dans la série, elle joue une fleuriste de Los Angeles qui découvre l'homosexualité de son mari après 18 ans de mariage. Après le divorce, ils ne peuvent se permettre de déménager et les deux vivent toujours ensemble. La série est annulée après deux saisons.
En 2015, elle tient le rôle de la méchante belle-mère dans l'adaptation au théâtre de Cendrillon, à Los Angeles.
En 2021, elle est élue présidente du syndicat SAG-AFTRA, Screen Actors Guild‐American Federation of Television and Radio Artists, représentant acteurs, figurants et professionnels des médias. Ce syndicat reprèsente 160 000 acteurs. Elle était opposée à Matthew Modine et succède à Gabrielle Carteris.
En mai 2023, Fran Drescher, en tant que présidente de SAG-AFTRA, ainsi que le vice-président exécutif, Ben Whitehair, ont participé au piquet de grève des scénaristes américains de la Writers Guild of America (WGA).
Le 13 juillet 2023, lors d'un discours prononcé à Los Angeles, Fran Drescher, en tant que présidente du syndicat SAG-AFTRA, annonce la décision de grève des acteurs américains,. Cette décision est votée après l'échec des négociations avec l'Alliance des producteurs de cinéma et de télévision (AMPTP), portant notamment sur la revalorisation de la rémunération des acteurs américains,.

### Vie privée

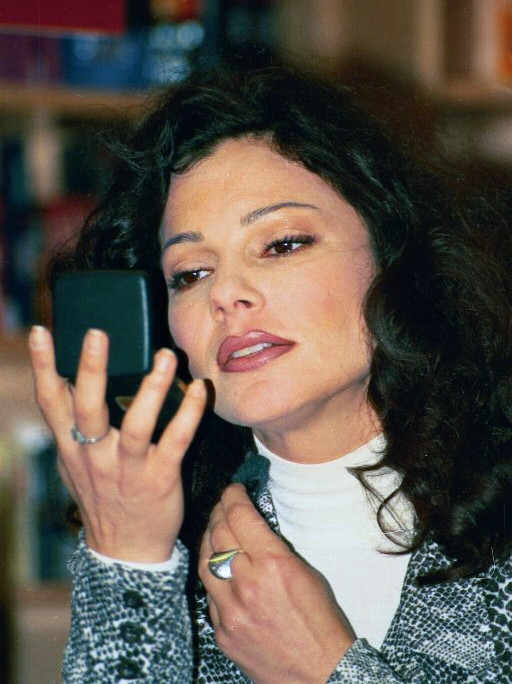
Fran Drescher en 1996.

Le 4 novembre 1978, à tout juste 21 ans, Fran Drescher épouse Peter Marc Jacobson, son petit-ami depuis près de six ans.
En janvier 1985, deux hommes armés entrent par effraction dans l'appartement du couple à Los Angeles. Fran Drescher et Peter Marc Jacobson sont présents, ainsi qu'une amie du couple. Tandis que l'un des intrus cambriole l'appartement, le deuxième abuse sexuellement de Fran Drescher et de son amie en les menaçant avec son arme à feu. Peter Marc Jacobson est blessé et ligoté, forcé de regarder l'agression.
En 1996, Peter Marc Jacobson et Fran Drescher se séparent après que ce dernier a fait son coming out gay. Ils divorcent officiellement en 1999 après vingt-et-un ans de mariage. Le couple n'a jamais eu d'enfants.
Très discrète sur sa vie privée depuis son divorce, Fran Drescher se remarie le 7 septembre 2014 avec le scientifique indo-américain Shiva Ayyadurai, son compagnon depuis un an,. L'actrice annonce leur séparation en septembre 2016.

#### Santé
Après deux années de symptômes non diagnostiqués (malgré la consultation de huit médecins différents), Fran Drescher est admise au Cedar Sinai hospital à Los Angeles pour un cancer de l'utérus le 21 juin 2000. Elle subit une ablation de l’organe en urgence. En étant encore au stade 1, elle échappe à la chimiothérapie. En 2002, elle raconte son expérience dans son second livre, Cancer Schmancer.
En 2007, elle lance d'ailleurs le mouvement Cancer Schmancer, une organisation caritative qui lutte pour que les cancers gynécologiques soient diagnostiqués le plus tôt possible, au stade 1, lorsqu'ils sont plus faciles à soigner.

## Filmographie

### Cinéma

#### Courts métrages
- 2000 : Kid Quick de Michael Dow : Kerry
- 2011 : Mindwash. The Jake Sessions de Sundae Sundae : Madame LaRue

#### Longs métrages
- 1977 : La Fièvre du samedi soir (Saturday Night Fever) de John Badham : Connie
- 1978 : American Hot Wax de Floyd Mutrux : Sheryl
- 1980 : The Hollywood Knights de Floyd Mutrux : Sally
- 1980 : Gorp de Joseph Ruben : Evie
- 1981 : Ragtime de Miloš Forman : Mameh
- 1983 : Doctor Detroit de Michael Pressman : Karen Blittstein
- 1984 : Spinal Tap (This Is Spinal Tap) de Rob Reiner : Bobbi Flekman
- 1984 : Young Lust
- 1984 : Hotel Mon Plaisir (The Rosebud Beach Hotel) de Harry Hurwitz : Linda
- 1989 : It Had to Be You
- 1989 : Télé ringards (UHF) de Jay Levey : Pamela Finklestein
- 1989 : The Big Picture de Christopher Guest : Polo Habel
- 1990 : Wedding Band (es) de Daniel Raskov : Veronica
- 1990 : Cadillac Man de Roger Donaldson : Joy Munchack
- 1992 : We're Talking Serious Money de James Lemmo : Valerie
- 1994 : Car 54, Where Are You? de Bill Fishman : Velma Velour
- 1996 : Jack de Francis Ford Coppola : Dolores 'D.D.' Durante
- 1997 : L'Éducatrice et le tyran (The Beautician and the Beast) de Ken Kwapis : Joy Miller (également productrice)
- 2000 : Morceaux choisis (Picking Up the Pieces) de Alfonso Arau : Sœur Frida
- 2005 : Very Bad Santa (Santa's Slay) de David Steiman : Virginia Mason
- 2006 : Festin de requin (Shark Bait) de Howard E. Baker : Pearl (voix)
- 2012 : Hôtel Transylvanie de Genndy Tartakovsky : Eunice (voix)
- 2015 : Hôtel Transylvanie 2 (Hotel Transylvania 2) de Genndy Tartakovsky : Eunice (voix)
- 2018 : Hôtel Transylvanie 3 : Des vacances monstrueuses (Hotel Transylvania 3: Summer Vacation) de Genndy Tartakovsky : Eunice (voix)
- 2019 : Safe Spaces de Daniel Schechter : Diane Cohn
- 2019 : The Creatress de Jason Cook : Carrie Robards
- 2025 : Marty Supreme de Josh Safdie
- 2025 : Spinal Tap 2: The End Continues de Rob Reiner : Bobbi Flekman

### Télévision

#### Téléfilms
- 1978 : L'Été de la peur (Stranger in our House) : Carolyn Baker
- 1984 : P.O.P. : Maggie Newton
- 1988 : Rock'n  roll Mom : Jody Levin
- 1989 : What's Alan Watching? : Gail Hoffstetter
- 1989 : Love and Betrayal : Germaine
- 1993 : Without Warning: Terror in the Towers : Rosemarie Russo
- 2003 : Beautiful Girl : Amanda Wasserman
- 2020 : Un Noël d'enfer (The Christmas Setup) : Kate Spencer

#### Séries télévisées
- 1982 : Fame : Rhonda (saison 1, épisode 1)
- 1983 : Comment se débarrasser de son patron (9 to 5) : Tapioca (saison 2, épisode 15)
- 1982 : I'd Rather Be Calm : Leslie Harper Weinstein (pilote non diffusé)
- 1985 : Ricky ou la Belle Vie (Silver Spoons) : Annie (saison 3, épisode 17)
- 1985 : 227 : Mme Baker (saison 1, épisode 4)
- 1985 : Madame est servie (Who's the Boss ?) : Carol Patrice (saison 2, épisode 7)
- 1985 : Madame est servie (Who's the Boss ?) : Joyce Columbus (saison 2, épisode 26)
- 1986 : Charmed Lives : Joyce Columbus (rôle principal - 3 épisodes)
- 1986 : Tribunal de Nuit (Night Court) : Miriam Brody (saison 4, épisode 3)
- 1990 : Hurricane Sam : Rene Glanelli (pilote non diffusé)
- 1990 : Wiou : Jo Finc (saison 1, épisode 1)
- 1990 : Alf : Roxanne (saison 4, épisode 18)
- 1991 : Dream On : Kathleen (saison 2, épisode 1)
- 1991 : Princesses (en) : Melissa Kirshner (rôle principal - 8 épisodes)
- 1992 : Guerres privées (Civil Wars) : Norma Baker (saison 2, épisode 8)
- 1993 - 1999 : Une nounou d'enfer (The Nanny) : Fran Fine (rôle principal - 145 épisodes)
- 1998 : The Simple Life : Fran Fine (saison 1, épisode 1)
- 2003 : Good Morning, Miami : Roberta Diaz (saison 1, épisodes 17 à 19)
- 2004 : La Vie avant tout (Strong Medicine) : Irène Slater (saison 5, épisode 12)
- 2004 : Phua Chu Kang : Fran Fine (saison 7, épisode 3)
- 2005 : Ce que j'aime chez toi (What I Like About You) : Fran Reeves (saison 3, épisode 18)
- 2005 - 2006 : Du côté de chez Fran (Living with Fran) : Fran Reeves (rôle principal - 26 épisodes)
- 2006 : New York, section criminelle (Law and Order: Criminal Intent) : Elaine Dockerty (saison 6, épisode 8)
- 2008 : Entourage : Suzy Levine (saison 5, épisode 3)
- 2011 - 2013 : Happily Divorced : Fran Lovett (rôle principal - 34 épisodes)
- 2017 : Broad City : Beverly Baumgarten (saison 4, épisode 7)
- 2018 : Alone Together : Mary (saison 2, épisode 7)
- 2020 : Indebted : Debbie Klein (rôle principal - 12 épisodes)
- 2021 : Gravesend : Rosa Sessta (saison 2, épisodes 1 et 2)

### Séries d'animation
- 2006 : Les Simpson (The Simpsons) : Femme Golem (voix) (saison 18, épisode 4)
- 2010 : Glenn Martin DDS : Arlene Stein (voix) (saison 2, épisode 17)
- 2012 : Planet Sheen : L'impératrice (voix) (saison 1, épisodes 48 et 49)
- 2016 : Les 7N (The 7D) : L'encyclopédie (voix) (saison 2, épisode 19)

## Distinctions
- 1996 : Nommée au Golden Globes de la meilleure actrice dans une série télévisée pour Une nounou d'enfer
- 1996 : Nommée au Primetime Emmy Awards de la meilleure actrice dans une série télévisée pour Une nounou d'enfer
- 1996 : Nommée à l'American Comedy Awards de la meilleure actrice dans une série télévisée pour Une nounou d'enfer
- 1997 : Nommée au Primetime Emmy Awards de la meilleure actrice dans une série télévisée pour Une nounou d'enfer
- 1997 : Nommée au Golden Globes de la meilleure actrice dans une série télévisée pour Une nounou d'enfer
- 1997 : Nommée au Satellite Awards de la meilleure actrice dans une série télévisée pour Une nounou d'enfer
- 1999 : Nommée au TV Guide Awards de l'actrice préférée dans une série télévisée pour Une nounou d'enfer
- 2000 : Nommée au TV Land Awards de la nounou préférée dans une série télévisée pour Une nounou d'enfer